# Unione dei comuni montani Media Ossola
L'unione dei comuni montani Media Ossola è un ente locale sovracomunale, con autonomia statutaria, costituitosi nel 2014, che aggrega i tre comuni di Beura-Cardezza, Pallanzeno e Trontano (in origine avrebbe dovuto farne parte anche Anzola d'Ossola, unita poi all'unione Valli dell'Ossola).
Nel novembre del 2014 il comune di Beura-Cardezza si stacca dall'unione di comuni delle Valli dell'Ossola ed entra a far parte dell'unione Media Ossola.

## Storia
L'ente è stato costituito in seguito alla soppressione della comunità monana delle Valli dell'Ossola, insieme a tutte le altre comunità montane del Piemonte, con la Legge regionale 28 settembre 2012, n. 11.
Il 31 dicembre 2015 dunque tutte le funzioni della comunità montana sono state ripartite tra le neonate unioni di comuni "Alta Ossola", "Vigezzo" , "Valli dell'Ossola" e "Media Ossola".

## Principali funzioni
- La gestione associata dei servizi: scuole, servizi pubblici, servizi sociali, trasporti, protezione civile, rifiuti, polizia locale, urbanistica e opere pubbliche.
- La gestione associata delle "funzioni montane": difesa del suolo, sicurezza del territorio montano e le politiche alimentari, agricole e forestali.
- La tutela del territorio con il turismo e le attività commerciali: promozione turistica, sport, cultura e la cooperazione transfrontaliera.

## Demografia dei comuni
Nel dettaglio fanno parte dell'unione montana i seguenti 3 comuni: 
| Posizione     | Stemma | Città          | Popolazione (ab) | Superficie (km²) | Densità (ab/km²) | Altitudine (m s.l.m.) | Altitudine Minima (m s.l.m.) | Altitudine Massima (m s.l.m.) |
| ------------- | ------ | -------------- | ---------------- | ---------------- | ---------------- | --------------------- | ---------------------------- | ----------------------------- |
| 1ª            |        | Trontano       | 1 666            | 56,74            | 29,4             | 520                   | 227                          | 2299                          |
| 2ª            |        | Beura-Cardezza | 1 468            | 28,55            | 51,4             | 257                   | 223                          | 2057                          |
| 3ª            |        | Pallanzeno     | 1 148            | 4,37             | 263              | 230                   | 227                          | 1605                          |
| Totale unione | –      | –              | 4282             | 89,66            | 47,8             | -                     | 223                          | 2299                          |